# Pennewang
Pennewang è un comune austriaco di 901 abitanti nel distretto di Wels-Land, in Alta Austria.